# Desastre Ferroviario de Moimenta-Alcafache
El Desastre Ferroviário de Moimenta - Alcafache o Desastre Ferroviario de Alcafache fue un siniestro de naturaleza ferroviaria, ocurrido en la Línea de Beira Alta, en Portugal, el 11 de septiembre de 1985; este accidente fue el peor desastre ferroviario sucedido en el país.

## Contexto

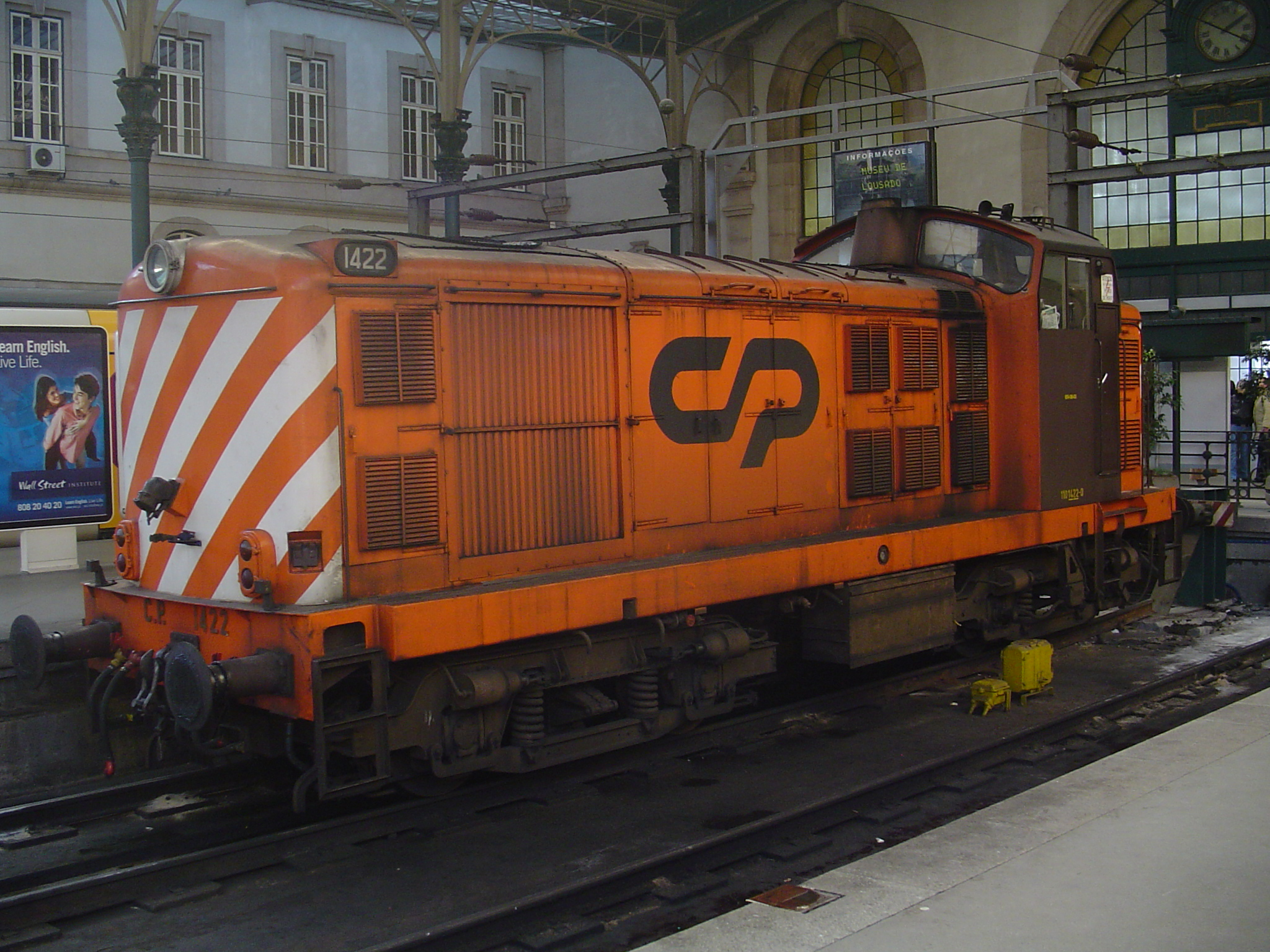
Locomotora de la CP Serie 1400.

El accidente se produjo junto al Apeadero de Moimenta-Alcafache, en la parroquia de  Moimenta de Maceira Dão, en el ayuntamiento de Mangualde. Este apeadero se encuentra entre las estaciones de Nelas y Mangualde, en una zona de vía única.
El accidente involucró a dos formaciones de pasajeros, una efectuando el servicio internacional entre Oporto y París, que circulaba con 18 minutos de retraso; y la otra era un servicio de naturaleza regional, con rumbo a Coímbra. La formación regional estaba compuesta por la locomotora número 1439, de la CP Serie 1400 de los Caminhos de Ferro Portugueses, y por 6 o 7 coches, construidos por la compañía de las Sociedades Reunidas de Fabricações Metálicas; el Sud-Express estaba formado por una locomotora CP Serie 1960, con el número 1961, y por cerca de 12 coches. En total, viajaban cerca de 460 pasajeros.

## Accidente
El servicio regional, con parada en todas las estaciones y apeaderos, llegó a la estación de Mangualde, donde debía permanecer hasta hacer el cruce con el Internacional. No obstante, y pese a que se habían dado órdenes para que la prioridad en la circulación fuese atribuida al servicio internacional, el regional continuó viaje, estimando que el retraso en la marcha del Internacional era suficiente como para asegurar la llegada a la estación de Nelas, donde, entonces, se podría hacer el cruce. No obstante, el otro servicio estaba circulando con un atraso menor del esperado; considerando, erróneamente, que la vía estaba libre hasta la estación de Mangualde, también continuó viaje. Después de la partida, el jefe de la estación de Nelas telefoneó a la estación de Moimenta-Alcafache, para avisar de la partida del Internacional, siendo, entonces, informado, que el servicio Regional ya se encontraba de camino. Previendo que las formaciones iban a colisionar, intentó avisar al guardabarrera de un paso a nivel entre ambas estaciones, de modo que este parase la formación a través del movimiento de una bandera o de la colocación de petardos en la vía; no obstante, esta maniobra no fue posible porque el convoy ya había pasado.
Alrededor de las 18.37 ambas formaciones colisionaron, cuando circulaban a una velocidad aproximada de 100 km/h; el choque destruyó las locomotoras y algunos coches en ambas formaciones y provocó varios incendios debido al combustible presente en las locomotoras y en los sistemas de calefacción de los coches. Debido a que los materiales utilizados en los vagones no eran a prueba de llamas, el fuego se propagó rápidamente, produciendo grandes cantidades de humo.
Tras el choque se cundió el pánico entre los pasajeros que intentaron salir de los coches. Varias personas, entre ellas niños, estaban presas en los restos de los coches, siendo socorridos por otros pasajeros; otros no consiguieron salir a tiempo, muriendo en los incendios o asfixiadas.

## Reacción de los equipos de salvamento y rescate
La alerta fue dada por militares de la Guardia Nacional Republicana, que se encontraban en operaciones en la Ruta Nacional 234, en las proximidades del lugar del accidente. A pesar de que los servicios de salvamento llegaron apenas escasos minutos después del accidente, la situación en el lugar era caótica, con incendios en el material circulante y en la vegetación de alrededor, con varios heridos y pasajeros con ansiedad.
Se estima que, en este accidente, habían fallecido cerca de 150 personas, aunque las circunstancias del accidente, y la falta de control sobre el número de pasajeros en ambos servicios, impidieron un conteo exacto del número de víctimas mortales. La estimación oficial apunta a 49 muertos, de los cuales 14 fueron identificados, permaneciendo así mismo 64 pasajeros como oficialmente desaparecidos.
La mayor parte de los restos mortales que no fueron identificados fueron sepultados en una fosa común junto al lugar del desastre, donde también fue erguido un monumento en memoria de las víctimas y de los equipos de salvamento.

## Análisis del accidente
Se verificó que los jefes de las estaciones no se comunicaron entre sí, y al puesto de comando de Coímbra, como estaba reglamentado, la alteración del lugar de cruce de Mangualde a Nelas; ya que de haberse hecho esto, la discrepancia en la circulación habría sido tenida en cuenta, y una de las formaciones habría sido detenida en la estación, de modo que se efectuase el cruce con seguridad.
Por otro lado, debido a la falta de un equipamiento propio, se tornó imposible comunicar con los convoyes implicados; la única forma de avisar a los conductores era a través de la señalización, y de la instalación de petardos en la vía, lo que, en este caso, no se reveló suficiente. De haberse tenido este equipamiento, las formaciones podrían haber sido paradas en las estaciones. El sistema de comunicación utilizado en aquel momento en el tramo, denominado Acantonamiento Telefónico, dependía del uso de teléfonos para transmitir informaciones entre las estaciones y el centro de comando.
Después del accidente, fueron instalados sistemas más avanzados de seguridad, señalización y control de tráfico, como el Control de Velocidad, permitiendo una mayor eficiencia y seguridad en las operaciones ferroviarias, y haciendo que accidentes como este sean prácticamente imposibles de ocurrir; por otro lado, la introducción de sistemas de radio-tierra permitió una comunicación directa entre los maquinistas y las centrales de control, y fue prohibida la utilización de materiales que facilitasen la propagación de llamas en los convoyes.

## Cronología
- 11 de septiembre

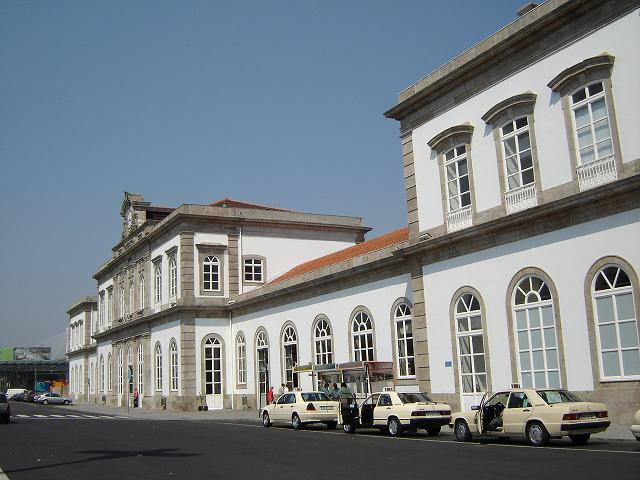
Estación de Porto-Campanhã, en 2004.

  - 15.57: parte de la Estación de Porto-Campanhã, con 17 minutos de atraso,[3] la formación internacional número 315, denominada Sud-Express, con destino a Vilar Formoso, desde donde seguiría viaje a España y Francia[8]
  - 16.55: parte, a la hora prevista, la formación regional número 1324, de la Estación de Guarda, con destino a Coímbra.[2]
  - 18.19: hora supuesta a la que el servicio internacional debía llegar a la Estación de Nelas;[8] no obstante, llegó con un ligiro atraso, habiendo conseguido recuperar parte del tiempo perdido en la salida de Porto durante el viaje.
  - 18.23: el servicio regional llega a la estación de Mangualde, con poco o ningún atraso. Aquí, en circunstancias normales, debería tener aguardado al cruce con el servicio número 315; no obstante, sigue viaje hasta la Estación de Alcafache, donde se esperaba que se efectuase el entrecruce.
  - 18.31: hora supuesta a la que el servicio internacional debería llegar a la Estación de Mangualde.[8]
  - 18.34: hora a la cual el servicio regional debería haber llegado a la Estación de Alcafache, si el entrecruce se hubiese efectuado en Mangualde, como normalmente.[8] Sigue la marcha, pues el cruce con el servicio internacional fue de nuevo alterado, a la Estación de Nelas.
  - 18.37: se produce la colisión entre las dos formaciones, entre el actual apeadero de Moimenta-Alcafache y la Estación de Nelas.[3]
  - 18.41: hora supuesta a la que el servicio regional debería haber llegado a la Estación de Nelas.[8]

- 13 de septiembre
  - 16.30: se produce el entierro de restos mortales no identificados en el Cementerio de Mangualde, según órdenes del Ministerio de Justicia.[3]

- 14 de septiembre
  - Se produce la recogida de los últimos restos mortales y desinfección del lugar.[3]

- 16 de septiembre
  - Es restablecida la circulación ferroviaria en el tramo donde se produjo el accidente. Es publicado, en el periódico Correo de la Mañana, el balance provisional de este desastre: 8 muertos, 170 heridos, 110 supervivientes y 64 desaparecidos.[3]

- 18 de septiembre
  - Pasa el primer servicio Internacional en este tramo, después del accidente. En él circulaban 61 supervivientes del desastre, con destino a Francia.[3]